# 円伊

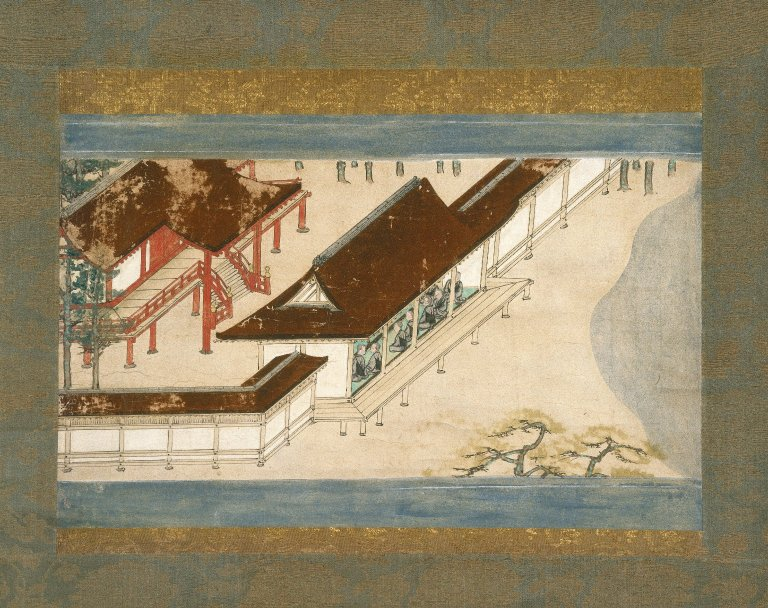
一遍上人絵伝

円伊（えんい、生没年不詳）は鎌倉時代後期の画僧。僧位は法眼和尚位で国宝である一遍聖絵を描いた。
生まれや生い立ちは不明だが時宗の開祖である一遍の生い立ちを描いたり当時の庶民の生活などを描いた作品も遺している。